# Blancfossé
Blancfossé település Franciaországban, Oise megyében. Lakosainak száma 143 fő (2022. január 1.). Blancfossé Bonneuil-les-Eaux, Cormeilles, Croissy-sur-Celle, Fléchy és Fontaine-Bonneleau községekkel határos.

## Népesség
A település népességének változása:
| Lakosok száma | 133  | 142  | 147  | 146  | 145  | 143  | 142  | 142  | 143  |
|               | 2013 | 2015 | 2016 | 2017 | 2018 | 2019 | 2020 | 2021 | 2022 |